# 耀西岛DS
《耀西岛DS》是Artoon开发，任天堂为任天堂DS发行的平台游戏。游戏于2006年在欧美发行，2007年在日本发行。游戏是1995年超级任天堂游戏《超级马里奥 耀西岛》的续作/重制。在《耀西岛DS》中耀西族需要营救被卡美克绑架的新生儿。
《耀西岛DS》于2006年5月的E3新闻发布会上首次公布。游戏最初定名“耀西岛2”，在美版发售两周前改名。本作获得积极评价，在Metacritic上汇总得分为83%。